# Samuel Andreyev
Pour les articles homonymes, voir Andreyev.
Samuel Andreyev est un compositeur canadien vivant actuellement (2019) à Strasbourg. Il est né en 1981, à Kincardine en Ontario.
À l'âge de cinq ans, il a pris ses premiers cours de violon puis, en 1992, est entré au Conservatoire royal de musique de Toronto où il a étudié le violoncelle, la composition et le hautbois. De 2003 à 2005, au Conservatoire de Sevran (France), il a étudié la composition avec Allain Gaussin et Franck Bedrossian, l'analyse avec Vincent Decleire et le hautbois avec Pierre-Christophe Brilloit. En 2006, il a été reçu à l'unanimité dans la classe de composition de Frédéric Durieux du Conservatoire national supérieur de musique et de danse de Paris (CNSMDP) où il obtient, en 2011, un master de composition, ainsi qu'un prix d'analyse dans la classe de Claude Ledoux. Il a suivi le Cursus de l'IRCAM de 2011-2012. L'année suivante, en 2012-2013, il devient pensionnaire de la Casa de Velázquez à Madrid.
Ses œuvres ont été jouées par des ensembles comme les Percussions de Strasbourg, le Nouvel Ensemble Moderne, l'Orchestre National de Lorraine, Contrechamps, Esprit Orchestra (Toronto), l'Orchestre du Conservatoire de Paris, les ensembles Proton Bern, Sillages, Ukho Kyiv, HANATSU Miroir, Le Balcon (ensemble musical) ou Multilatérale, et par des chefs d’orchestre tels que Luigi Gaggero, Jean Deroyer, Pierre-André Valade ou Peter Rundel. Samuel Andreyev a remporté le grand prix du concours Henri Dutilleux en 2012, et a été nommé pensionnaire à la Casa de Velázquez à Madrid pour 2012-2013.
En 2016, Klarthe Records (dist. Harmonia Mundi) a sorti Moving, un disque monographique recouvrant 12 années de la musique de Samuel Andreyev. Un deuxième disque, Music with no Edges, sort chez Kairos Records (Vienne) en 2018, et reçoit 5 diapasons dans Diapason.
Parallèlement à ses activités musicales, Samuel Andreyev est également poète. De 1997 à 2003, il a dirigé The Expert Press, une petite maison d'édition située à Toronto et consacrée à la poésie contemporaine. Son premier recueil de poésies, Evidence, est paru chez Quattro Books en 2009, et son deuxième, The Relativistic Empire, chez Bookthug en 2015. Un livre de conversations paraîtra en 2020.
En plus de son enseignement à la Hochschule für Musik Freiburg et à l'université de Syracuse, Andrevey est également professeur à la Peterson Academy, une école en ligne à but lucratif qui prétend contrer la “idiot intellectual propaganda” et “woke nonsense,” où il enseigne un séminaire sur l'histoire de la musique occidentale.